# Маркус, Александр Семёнович
Александр Семёнович Маркус (англ. Alexander Markus; род. 3 декабря 1932, Захарьевка, Одесская область, Украинская ССР) — молдавский и израильский математик, профессор Университета имени Бен-Гуриона в Негеве (Беэр-Шева).

## Биография
Александр (Алик) Маркус родился в посёлке Фрунзовка (до 1933 года местечко Захарьевка, в прошлом Тираспольского уезда Херсонской губернии, ныне — райцентр Захарьевка Захарьевского района Одесской области Украины) в семье учителей местной еврейской школы (на идише) Симхи Шлёма-Зельмановича Маркуса и Фани Мордко-Лейзеровны Нестеровской. С 1935 года семья жила в Рыбнице Молдавской АССР. Отец будущего математика погиб на фронте в годы Великой Отечественной войны; мать с двумя детьми эвакуировались в деревню Козловка Питерского района Саратовской области, a после освобождения Молдавской ССР в июне 1944 года поселились в молдавском городке Сороки.
До 1950 года Александр Маркус учился в сорокской средней школе № 2 имени А. С. Пушкина (в одном классе с Рувеном Давидовичем и Михаилом Хазиным), затем в Кишинёвском государственном университете. В 1955 году в «Докладах Академии наук СССР» опубликовал первую научную работу в соавторстве со своим научным руководителем Израилем Гохбергом и в 1959 году защитил кандидатскую диссертацию в Бакинском государственном университете.
В 1958 году И. Ц. Гохберг поставил относящуюся к комбинаторной геометрии задачу о покрытии выпуклых фигур подобными и сформулировал соответствующую гипотезу (независимо от него это также сделал Х. Хадвигер — т. н. задача освещения границы выпуклого тела Гохберга-Маркуса-Хадвигера, или Gohberg-Markus-Hadwiger Covering Conjecture). В 1960 году И. Ц. Гохберг и А. С. Маркус доказали справедливость этой гипотезы в двумерном случае (теорема Гохберга-Маркуса). Докторская диссертация, подготовленная под руководством И. Ц. Гохберга была защищена, но не утверждена. Работал в Академии наук Молдавской ССР и на факультете математики Кишинёвского государственного университета. С 1990 года — в Израиле, профессор (с 2003 года — emeritus) отделения математики и компьютерных наук Университета имени Бен-Гуриона в Беэр-Шеве.
Основные работы А. С. Маркуса — в области функционального анализа и линейной алгебры, в частности теории матриц, спектральной теории линейных операторов, теории идеалов банаховых алгебр и теории управления. Среди учеников А. Маркуса — математики Леонид Лерер, Илья Мереуца, Георгий Руссу, Илья Крупник и Вадим Ольшевский.

## Монографии
- Ряды в банаховых пространствах / А. С. Маркус, А. А. Семенцул. Кишинёв: Кишинёвский государственный университет, 1985. — 92 с.
- Введение в спектральную теорию полиномиальных операторных пучков. Штиинца: Кишинёв, 1986.
- Introduction to the Spectral Theory of Polynomial Operator Pencils. American Mathematical Society: Провиденс, 1988.
- Theory of Commuting Nonselfadjoint Operators (теория коммутирующих несамосопряжённых операторов, совместно с М. С. Лившицем, Н. Кравицким и В. Винниковым). Kluwer Academic Publishing: Дордрехт—Бостон —Лондон, 1995.
- Linear Algebra and Applications. Special Volume Dedicated to P. Lancaster. Под редакцией H. Bart, I. Koltracht, A. S. Markus, L. Rodman. Birkhäuser Verlag: Базель—Бостон, 2004.

## Галерея
- А. С. Маркус (второй слева), М. Г. Крейн (в центре), И. А. Фельдман (второй справа). Кишинёв, 1970 (недоступная ссылка) (М. Г. Крейн)
- На субботнике (недоступная ссылка)
- И. А. Фельдман (первый слева) и А. С. Маркус (второй слева) на семинаре. Кишинёв, 1981 г. (недоступная ссылка)